# Pilosocereus lanuginosus
Pilosocereus lanuginosus är en kaktusväxtart som först beskrevs av Carl von Linné, och fick sitt nu gällande namn av Byles och Gordon Douglas Rowley. Pilosocereus lanuginosus ingår i släktet Pilosocereus och familjen kaktusväxter. Inga underarter finns listade i Catalogue of Life.

## Bildgalleri

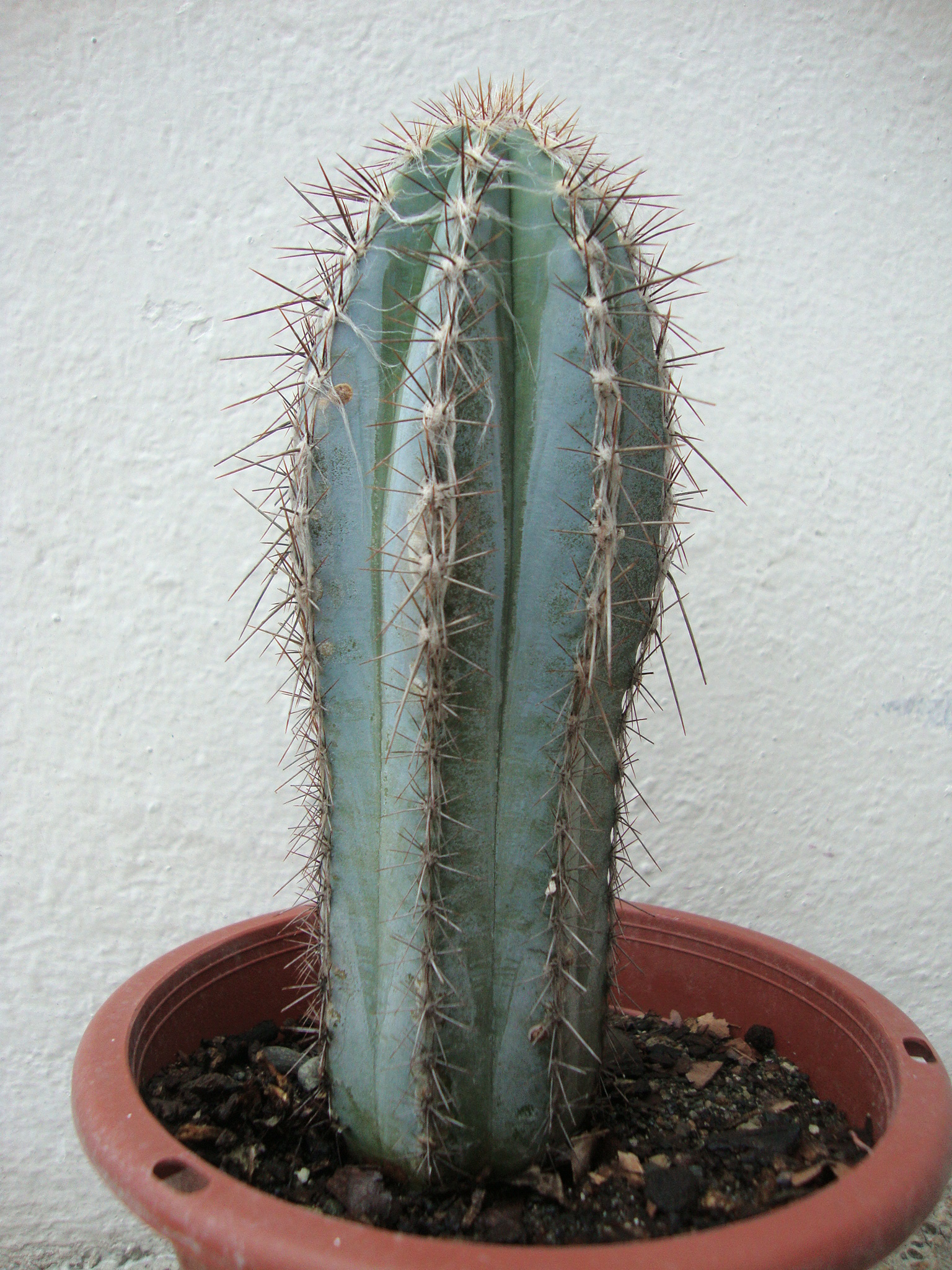
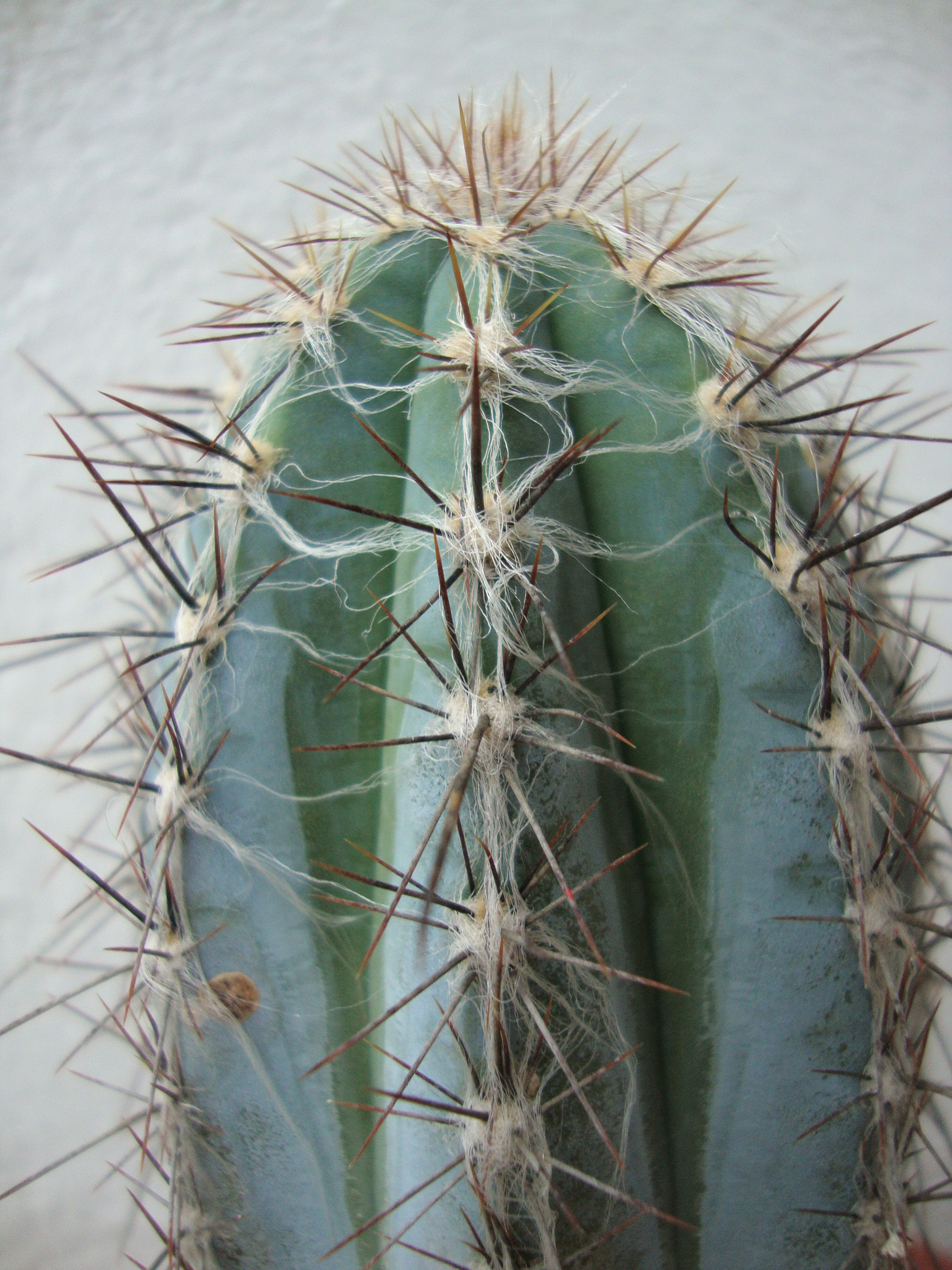
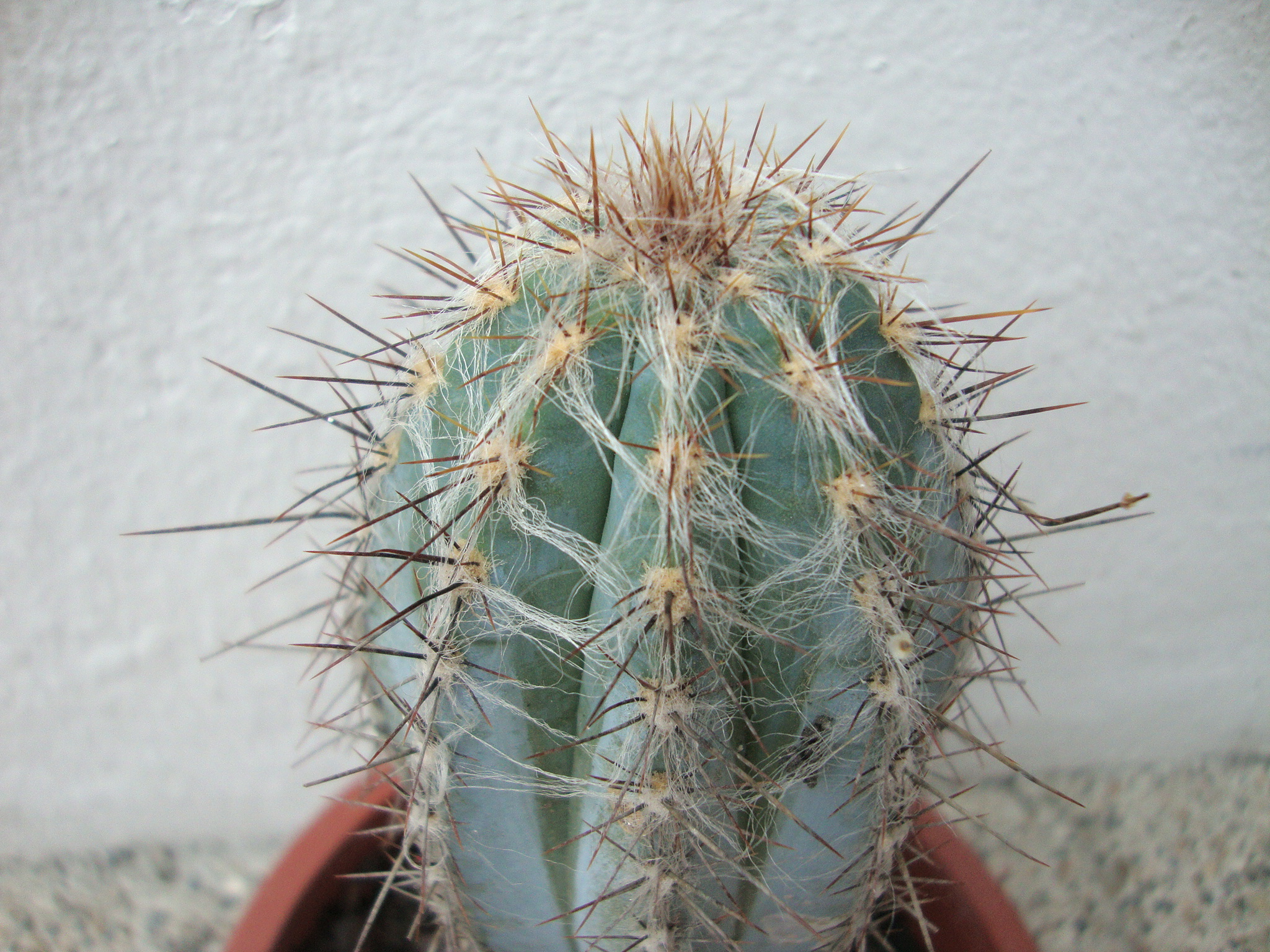